# David Gandy

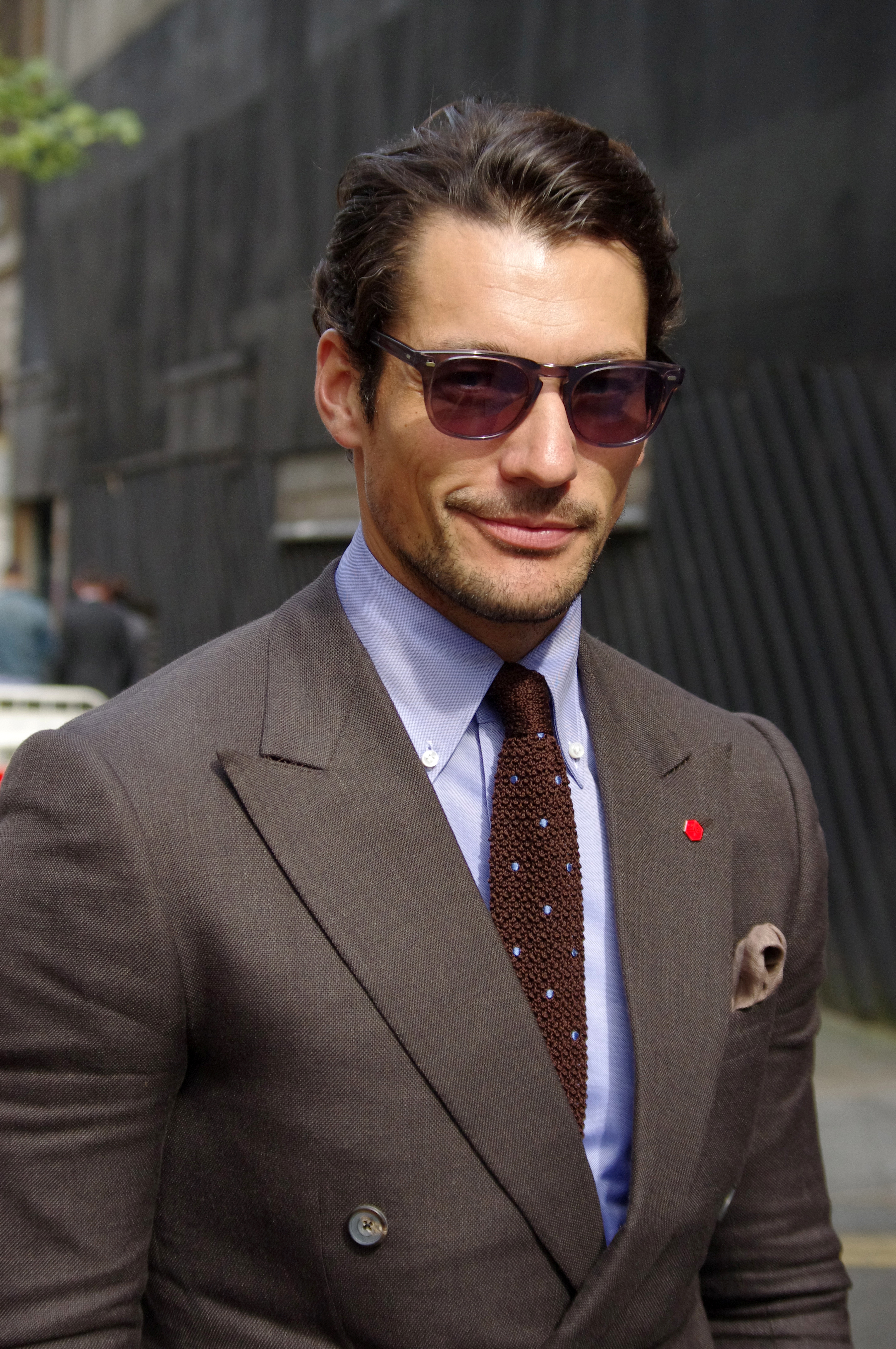
2013 LCM - David Gandy von Simon McGill fotografiert

David James Gandy (* 19. Februar 1980 in Billericay in Essex, England) ist ein britisches Männermodel. Er wuchs in einer Arbeiterfamilie in Essex auf. Seine Karriere begann mit dem Gewinn eines Modelwettbewerbs in einer Fernsehshow. Für einige Jahre war Gandy das Gesicht für die italienischen Designer Dolce & Gabbana, die ihn für ihre Kampagnen und Modeschauen einsetzten.
In einer Branche, die dominiert wurde durch eher magere Modells, bewegte Gandys muskulöse Erscheinung einige Designer dazu, in der Herrenmode einen männlicheren Standard zu setzen. Seine zunehmende Popularität und Anerkennung resultiert in einer breitgefächerten Mappe an Zeitschriftencovers, Editorials, Interviews und Branchenauszeichnungen. Zudem ist er noch an verschiedenen modebezogene und persönlichen Projekten beteiligt, wie z. B. dem Schreiben eines Blogs für die britische Vogue, dem Schreiben von Auto-Bewertungen für die britische GQ, und dem Entwickeln von diversen Apps für den mobilen Gebrauch und Wohltätigkeitsarbeit.

## Model-Karriere

### Werdegang
In seiner Jugend wollte Gandy Tierarzt werden, aber seine Noten reichten nicht, um den Ansprüchen des Studiums zu genügen. Während er „multimedia computing“ studierte, arbeitete er beim britischen Automagazin Auto Express, fuhr Porsches und Jaguars zur Teststrecke. Noch vor seinem Abschluss an der University of Gloucestershire meldete ihn ein Zimmergenosse ohne sein Wissen bei einem Modellwettbewerb an, den ITV’s „This Morning“, moderiert von Richard and Judy, veranstaltete. Der 21-jährige Gandy gewann diesen Wettbewerb, der einen Vertrag mit Select Model Management in London beinhaltete.

### Arbeit

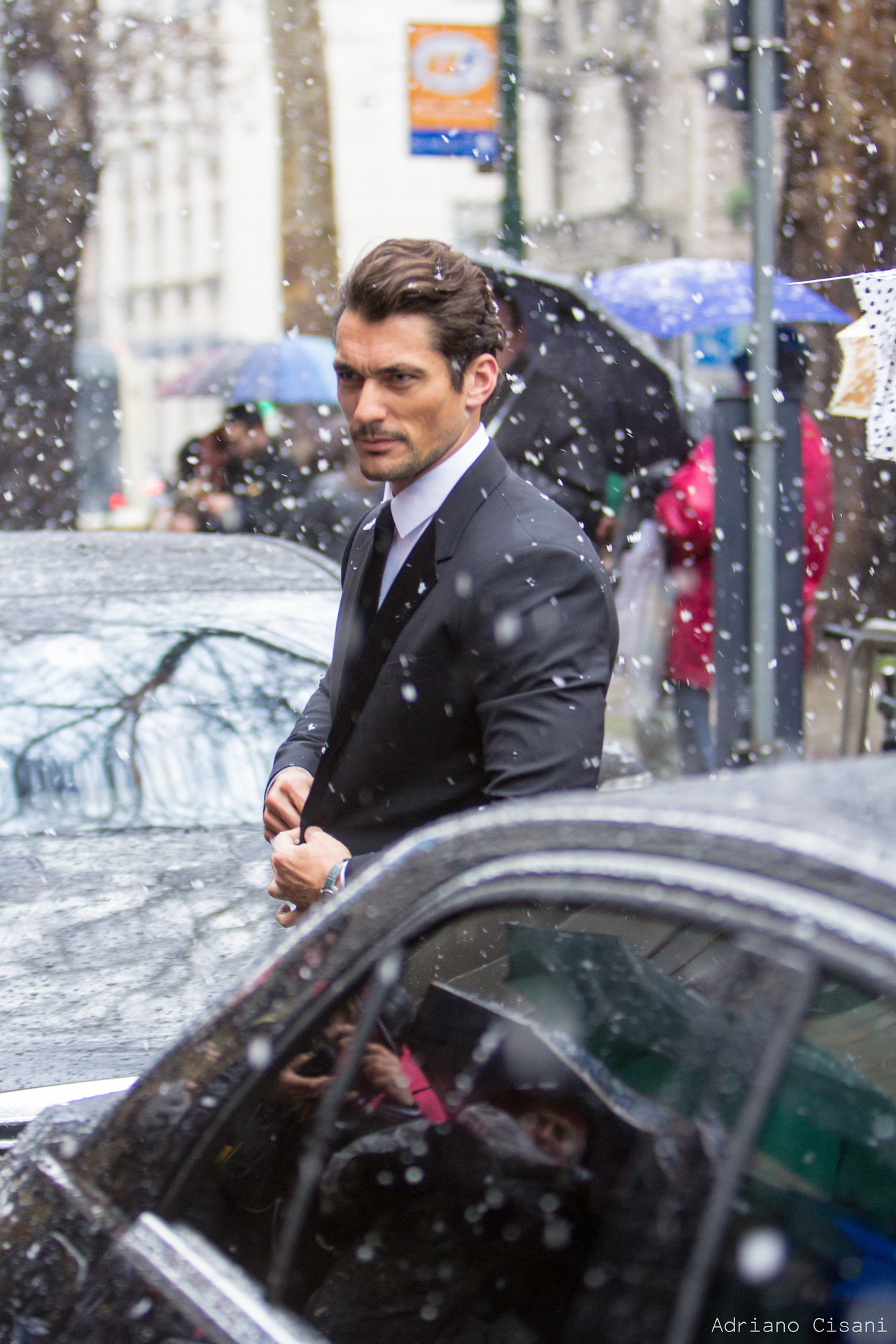
David Gandy in Mailand für die Dolce & Gabbana Fashion Show (2013)

In den frühen Jahren seiner Karriere modelte Gandy für verschiedene Unternehmen wie zum Beispiel: Shiatzy Chen, 7 for all Mankind, Zara, Gant U.S.A., Hugo Boss, Russell & Bromley, H&M, Carolina Herrera, Massimo Dutti und Anderen. 2006 wurde er das Gesicht von Dolce & Gabbana, wo er bis 2011 alljährlich die Hauptrolle bei deren Kampagnen und Modeschauen bekleidete und mit weiblichen Supermodells wie Gemma Ward, Scarlett Johansson und Naomi Campbell als auch mit männlichen Modells wie Noah Mills, Tony Ward und Adam Senn zusammen arbeitete.
Am bekanntesten wurde Gandy 2007 mit der Werbung für Dolce & Gabbana's Duft „Light Blue“ mit Marija Vujovic (gedreht vom Fotografen Mario Testino), die über 11 Millionen Mal angesehen wurde und eine über 15 Meter große Werbetafel mit ihm am Times Square. 2008 modelte er für ihren Kalender, der von Mariano Vivanco fotografiert wurde. 2010 stand Gandy für die zweite „Light Blue“ Kampagne vor der Kamera, diesmal mit Anna Jagodzinska. Zudem drehte er einen Kurzfilm mit Helena Christensen für W Hotels, der „Away We Stay“ heißt.
2011 veröffentlichte das Modehaus Dolce & Gabbana einen 280 Seiten Bildband, „David Gandy by Dolce & Gabbana“, welcher Fotografien enthält, die ihre Zusammenarbeit über die Jahre bildlich festhält. Im selben Jahr wurde Gandy zudem für vier Zeitschriftencover und fünf Editorials fotografiert. 2012 brachte er es auf sechzehn Zeitschriftencover und achtzehn Modeeditorials und modelte für Banana Republic, Lucky Brand Jeans, El Palacio de Hierro und Marks & Spencer. Außerdem wurde Gandy zum Repräsentant für Johnnie Walker Blue Label ernannt.
2013 veröffentlichte Dolce & Gabbana die dritte „Light Blue“-Kampagne mit Gandy. Einmal mehr gefilmt von Mario Testino auf Capri, diesmal aber mit dem italienischen Modell Bianca Balti in der weiblichen Rolle. Die britische Schuhmarke Bionda Castana veröffentlichte einen Modefilm mit Gandy mit dem Titel „David Gandy's Goodnight“. In ihm verführt er einige Frauen, die später entdecken, dass er ihre Schuhe gestohlen hat. Am 26. September veröffentlichten Gandy und Jaguar einen Kurzfilm mit dem Titel „Escapism“, in dem Gandy einige Modelle von Jaguar fährt.

## Andere Bemühungen

### Modeprojekte
Im Mai 2012 sprach Gandy in der University of Oxford Union im Rahmen eines Forums, unter anderem mit dabei Fotograf Tony McGee, Senior Kurator Claire Wilcox Victoria and Albert Museum, Modeberater Frances Card und Dolly Jones, Lektorin der britischen Vogue. Vorherige namhafte Referenten, die in der Oxford Union debattierten, waren Winston Churchill, Elisabeth II. und Mutter Teresa. In diesem Jahr veröffentlichte er auch seine App „David Gandy Men's Style Guide“, welche Stil und Kleidungsratschläge für den Mann anbietet und die es unter die Top 3 des Lifestyle-Markt schaffte.
Im September 2011 wurde Gandy zum Sprecher der Luck Is An Attitude Kampagne von Martini ernannt, die ihren Modellwettbewerb auf der Spanischen Treppe in Rom starteten, die speziell für dieses Ereignis geöffnet wurde. Er wurde in den British Fashion Council Ausschuss berufen, um die „London Collections: Men“ als Teil der London Fashion Week 2012 zu starten.
Während der Schlussfeier der Olympischen Sommerspiele 2012 war Gandy der einzige Mann neben den Modells Naomi Campbell, Kate Moss, Jourdan Dunn, Lily Donaldson, Georgia May Jagger, Karen Elson und Stella Tennant, der über den in den Farben des Union Jack gestalteten Laufsteg lief, um die britische Mode zu zeigen. Anlässlich dieses Ereignisses trug er einen maßgeschneiderten goldenen Anzug vom britischen Designer Paul Smith. Am 19. November 2012 wurde Gandy erneut zur Oxford Union eingeladen und diskutierte dort mit Alex Bilmes, dem Lektor von Esquire, über „The importance of men's fashion.“
Während des Vogue Festivals am 28. April 2013 nahm Gandy an einer Forumsdiskussion teil über das Thema „Too Fat, Too Thin, Will We Ever Be Content?“ Geleitet wurde das Forum von der Cheflektorin der Vogue, Fiona Golfar. Mit dabei waren auch Modell Daisy Lowe, Patsy Kensit und Vogue Mitarbeiterin Christa D’Souza.

### Schreiben und andere Beschäftigungen
Seit Februar 2011 schreibt Gandy regelmäßig einen Blog für die britische Vogue über seine Karriere, Mode, Autos, Antiquitäten und das Leben in London. Er ist auch offizieller Autobewerter für die britische GQ. Im Oktober 2011 lud man Gandy ein für den London’s Evening Standard als Gastautor zu schreiben. Sein Körper hat die Fitnessbranche inspiriert, Interviews, Workout Videos sowie sein eigenes Fitness App erschienen im Dezember 2012.
Nachdem er 2012 eine Rennfahrerlizenz erhalten hatte, lud man Gandy ein, an der Mille Miglia 2013 in Italien als einer der Fahrer teilzunehmen. Jedes Jahr führt die dreitägige Veranstaltung durch fast 200 italienischen Städte von Brescia nach Rom und zurück, eine Neuauflage der ursprünglichen Rennen, die zwischen 1927 und 1957 stattfanden. Er und seine Beifahrerin Yasmin Le Bon waren Teil des „Team Jaguar“ und fuhren einen 1950 XK120. Schon sehr früh im Rennen wurden sie von einem Konkurrenten von der Straße gedrängt, was zur Folge hatte, dass der Kotflügel und Teile der Seite des Oldtimers beschädigt wurden. Sie fuhren trotzdem weiter und beendeten schließlich das Rennen auf Platz 158 von 415 Autos.
Am 12. September 2013 startet der Daily Telegraph eine neue Rubrik mit dem Titel „Telegraph Men“. Sie kündigten an, dass Gandy als Kolumnist tätig sein wird. Im März 2025 war Gandy Gastjuror bei Germany’s Next Topmodel.

### Auszeichnungen
Gandy erhielt mehrere Auszeichnungen in der Modellbranche. 2008 ernannte ihn das spanische Glamour Magazin zum „Most Beautiful International Male Face“ bei einer Veranstaltung in Madrid. Am 26. Juni 2009 rangierte Gandy laut Forbes Magazin auf Platz drei der weltweit erfolgreichsten Männermodells hinter Matt Gordon und Sean O’Pry. Im Jahre 2010 war Gandy der erste Mann, der durch das britische Fashion Council als „Model of the Year“ nominiert wurde und ShortList ernannte ihn 2011 zum „Face of Today“.
2011 und 2012 wurde Gandy in die Liste der „London's 1,000 Most Influential People“ im Evening Standard aufgenommen. 2012 wurde er zum zweiten Mal vom BFC als „Model of the Year“ nominiert. Die Glamour Leser wählten ihn zu einem der „100 Sexiest Men of 2012“ und er wurde ebenfalls 2012 auf Platz 17 gewählt bei den „50 Best-Dressed in Britain“ vom Gentlemen’s Quarterly (GQ) Magazin. Ende 2012 setzte Models.com ihn auf Platz 4 in der Liste der „Money Guys“ und auf Platz 5 in der Liste „Top Icons“.
Cosmopolitan Magazin bezeichnete Gandy als einen der „The Sexiest Men of 2013“ und die britische GQ nahm ihn in die 2013 Liste der „100 Most Influential Men in Britain“ auf. Im Oktober aktualisierte Forbes ihre Rangliste der „The World's Top-Earning Male Models Of 2013“. Diese Rangliste sieht Gandy auf Platz 2 hinter Sean O’Pry.

### Wohltätigkeitsarbeit
Am 19. Februar 2010 beteiligte sich Gandy an der Modenschau „Fashion for Relief“. Die Veranstaltung wurde von Naomi Campbell organisiert, um Geld für die Opfer der Erdbeben in Haiti zu sammeln. Am 17. April 2011 war Gandy Teil des „Oxglam“-Teams, das beim London-Marathon mitlief, um für Oxfam zu sammeln. Andere Mitglieder des Oxglam-Teams waren das Model Agyness Deyn und der Modedesigner Henry Holland. Im Mai 2011 modelte Gandy für die Designerin Katherine Hamnett, die ein T-Shirt entworfen hatte, von dem ein Teil des Verkaufserlöses der Kampagne „Save The Sea“ der Environmental Justice Foundation zugutekam.
Neben Modell Kate Moss und der Designerin Stella McCartney hatte Gandy am 23. März 2012 einen Gastauftritt in einer Spezialausgabe der Sitcom Absolutely Fabulous, um Sport Relief 2012 zu unterstützen. Drei Tage später kündigte Battersea Dogs & Cats Home an, dass Gandy der erste Promi-Botschafter der Einrichtung ist. Im Januar 2013 startete Gandy „Blue Steel Appeal“, seine Wohltätigkeitsstiftung, um Geld für Comic Relief's Red Nose Day zu sammeln. Die Stiftung, die ihren Namen dem Film Zoolander verdankt, wird einige Spendenaktionen veranstalten. Die erste Auktion fand im März 2013 auf Ebay statt, wo einige Sammlerstücke und Modeerfahrungen versteigert wurden, die von Victoria Beckham, Mollie King, Dolce & Gabbana, Lucky Brand Jeans, One Direction und Anderen gespendet wurden.